# Джаузджан
Джаузджан (пушту جوزجان, тадж. Ҷӯзҷон) — провінція на півночі Афганістану на туркменському кордоні. На сході межує з провінцією Балх, а на заході з Фар'яб.

## Історія
У X столітті тут знаходилося князівство, яким правила місцева династія Ферігунідів, що знаходилася у васальній залежності від Саманідів. Батьківщина генерала Дустума. Основне населення узбеки і таджики. 2-4 серпня 1998 захоплена рухом Талібан. У провінції розвинена газова промисловість.

## Географія
Приблизно по-середині провінцію можна розділити на рівнинну (північну) та гірську (південну) частини.
Найнижча місцевість опускається до висот 250 м. Знаходиться на південний захід від села Кхамаяб (Кхам-Аб) у Кхамаябському районі, що розташоване при кордоні з Туркменістаном на березі ріки Амудар'я. У деяких джерелах зазначено, що найнижчою точкою є уріз води Амудар'ї (258 м) на північ від того ж населеного пункту. Ця місцевість є найнижчим місцем Афганістану.
Найвищою є вершина гори заввишки 2266 м. на сході Дарзабського району.

## Археологія
Однією з визначних пам'яток Джаузджан є руїни античного міста Ємши-Тепе

## Райони
- Акча
- Дарзаб
- Каркін
- Куш Тепа
- Кхамаяб
- Кханіка
- Кхваджа Ду Кох
- Мардаян
- Мінгаджік
- Шібірган (Шеберґан)
- Файзабад

## Міста та населені пункти
Основними великими містами провінції є (2006):
- Шиберган — 38 100 жителів
- Акча — 35 300 жителів
- Каркін — 10 600 жителів